# 包若瑟
包若瑟（法語：Joseph-André Boyer；1824年6月18日—1887年3月8日）是天主教法國籍主教及巴黎外方傳教會會士。曾任遼東滿州宗座代牧區助理宗座代牧（1879年-1887年）。

## 生平
包若瑟出生於1824年6月18日，在法蘭西王國普羅旺斯-阿爾卑斯-蔚藍海岸大區羅訥河口省的市鎮普羅旺斯地區艾克斯。1851年6月14日，包若瑟在26岁時晉鐸。1854年他29歲時加入巴黎外方传教会，且被派遣前往中國滿州传教。
1886年4月13日，包若瑟在61岁歲時獲時任教宗良十三世出任成為遼東滿州宗座代牧區助理宗座代牧，領銜土耳其米里納教區主教。同年8月15日，由屬同會的直隸北境宗座代牧區戴濟世主教主禮晉牧。
但是，包若瑟主教就任一年後卻於1887年12月7日在清朝直隸省去世，享年49岁。